# Мерло
Мерло е висококачествен винен сорт грозде, произхождащ от Франция.
Основен сорт за областите Сент Емилион и Померол в района на Бордо, Франция. Разпространен е също и в Италия и много други винарски страни, включително и в България. В България е разпространен главно в Южния лозарски район.
Предпочита леките, но богати почви на наклонени места. Понякога е склонен към изресяване.
Гроздът е средно голям, цилиндрично-коничен, полусбит. Зърно – дребно, сферично, тъмносиньо, с изобилен налеп. Ципата е тънка и жилава. Месото е сочно, с хармоничен вкус.
Вината му се отличават с интензивно червен цвят, пълнота, хармоничност на вкуса и богат букет. Отлежалите вина се характеризират с мощен комплексен аромат, в който се откриват нюансите на дъб, захаросани плодове, дим и трюфели.